# ラヴィ・バスルール
ラヴィ・バスルール（Ravi Basrur、1984年1月1日 - ）は、インドのカンナダ語映画で活動する作曲家、作詞家、音響監督、映画監督。

## 生い立ち
カルナータカ州クンダプルにあるバスルールで生まれる。生家は貧困家庭で、ラヴィ・バスルールには2人の兄と1人の姉がいた。

## キャリア
2014年にプラシャーント・ニールの『Ugramm』に起用され、作曲家デビューする。その後は『Ekka Saka』『Just Maduveli』『Karvva』『K.G.F: CHAPTER 1』『K.G.F: CHAPTER 2』『SALAAR/サラール』『Kisi Ka Bhai Kisi Ki Jaan』でも映画音楽の作曲を手掛けた。
『Ugramm』ではフィルムフェア賞 カンナダ語映画部門音楽監督賞にノミネートされ、『Anjani Putra』では南インド国際映画賞カンナダ語映画部門男性プレイバックシンガー賞を受賞し、フィルムフェア賞カンナダ語映画部門音楽監督賞にノミネートされた。また、『K.G.Fシリーズ』では音楽監督として批評家から高い評価を得ている。

## 作品

### 音楽監督
- Ugramm（2014年）
- Gargar Mandala（2014年）
- Ugraa Prathapi（2014年）
- Mrugashira（2015年）
- Ekka Saka（2015年）
- Just Maduveli（2015年）
- Ring Master（2015年）
- Plus（2015年）
- Tyson（2016年）
- Bilindar（2016年）
- Karvva（2016年）
- Anjani Putra（2017年）
- Mufti（2017年）
- Kataka（2017年）
- Vaira（2017年）
- Jana Gana Mana（2017年）
- Bhootayyana Mommaga Ayyu（2018年）
- Samhaara（2018年）
- Umil（2018年）
- K.G.F: CHAPTER 1（2018年）
- Bazaar（2019年）
- Rajannana Maga（2019年）
- Marshal（2019年）
- Girmit（2019年）
- 100（2021年）
- Antim: The Final Truth（2021年）
- Madhagaja（2021年）
- Singa Paarvai（2021年）
- Muddy（2021年）
- Kannadiga（2021年）
- K.G.F: CHAPTER 2（2022年）
- Abbara（2022年）
- Kabzaa（2023年）
- Bholaa（2023年）
- Kisi Ka Bhai Kisi Ki Jaan（2023年）
- Chatrapathi（2023年）
- Kshetrapati（2023年）
- Martin（2023年）
- SALAAR/サラール（2023年）
- Ganapath: Part 1（2023年）
- Zebra（2023年）

### 映画監督
| 年   | 作品           | 監督 | 製作 | 脚本 | 備考           |
| ---- | -------------- | ---- | ---- | ---- | -------------- |
| 2014 | Gargar Mandala | Yes  | Yes  | Yes  | 監督デビュー作 |
| 2016 | Bilander       | Yes  | Yes  | Yes  | 主演兼務       |
| 2017 | Kataka         | Yes  | No   | Yes  |                |
| 2019 | Girmit         | Yes  | No   | Yes  |                |

## 受賞歴
| 年                                             | 部門                                         | 作品                                   | 結果                              | 出典                              |
| フィルムフェア賞 南インド映画部門              | フィルムフェア賞 南インド映画部門            | フィルムフェア賞 南インド映画部門      | フィルムフェア賞 南インド映画部門 | フィルムフェア賞 南インド映画部門 |
| ---------------------------------------------- | -------------------------------------------- | -------------------------------------- | --------------------------------- | --------------------------------- |
| 2015年                                         | カンナダ語映画部門音楽アルバム賞             | 『Ugramm』                             | ノミネート                        | [ 13 ]                            |
| 2018年                                         | カンナダ語映画部門音楽アルバム賞             | 『Anjani Putra』                       | ノミネート                        | [ 14 ]                            |
| 2019年                                         | カンナダ語映画部門音楽アルバム賞             | 『K.G.F: CHAPTER 1』                   | ノミネート                        | [ 15 ]                            |
| 2024年                                         | カンナダ語映画部門音楽アルバム賞             | 『K.G.F: CHAPTER 2』                   | ノミネート                        | [ 16 ]                            |
| 南インド国際映画賞                             |                                              |                                        |                                   |                                   |
| 2018年                                         | カンナダ語映画部門新人監督賞                 | 『Kataka』                             | ノミネート                        | [ 17 ]                            |
| 2018年                                         | カンナダ語映画部門男性プレイバックシンガー賞 | - 「Chanda Chanda」 - 『Anjani Putra』 | 受賞                              | [ 17 ]                            |
| 2019年                                         | カンナダ語映画部門音楽監督賞                 | 『K.G.F: CHAPTER 1』                   | 受賞                              | [ 18 ]                            |
| 2023年                                         | カンナダ語映画部門音楽監督賞                 | 『K.G.F: CHAPTER 2』                   | ノミネート                        | [ 19 ] [ 20 ]                     |
| 2023年                                         | カンナダ語映画部門作詞賞                     | - 「Toofan」 - 『K.G.F: CHAPTER 2』    | ノミネート                        | [ 19 ] [ 20 ]                     |
| 2024年                                         | カンナダ語映画部門音楽監督賞                 | 『Kabzaa』                             | ノミネート                        | [ 21 ]                            |
| カルナータカ州映画賞                           |                                              |                                        |                                   |                                   |
| 2020年                                         | 音楽監督賞                                   | 『K.G.F: CHAPTER 1』                   | 受賞                              | [ 22 ]                            |
| ジー・カンナダ・ヘメヤ・カンナダティ・アワード |                                              |                                        |                                   |                                   |
| 2019年                                         | 音楽監督賞                                   | 『K.G.F: CHAPTER 1』                   | 受賞                              | [ 23 ]                            |